# Ab van Hanegem

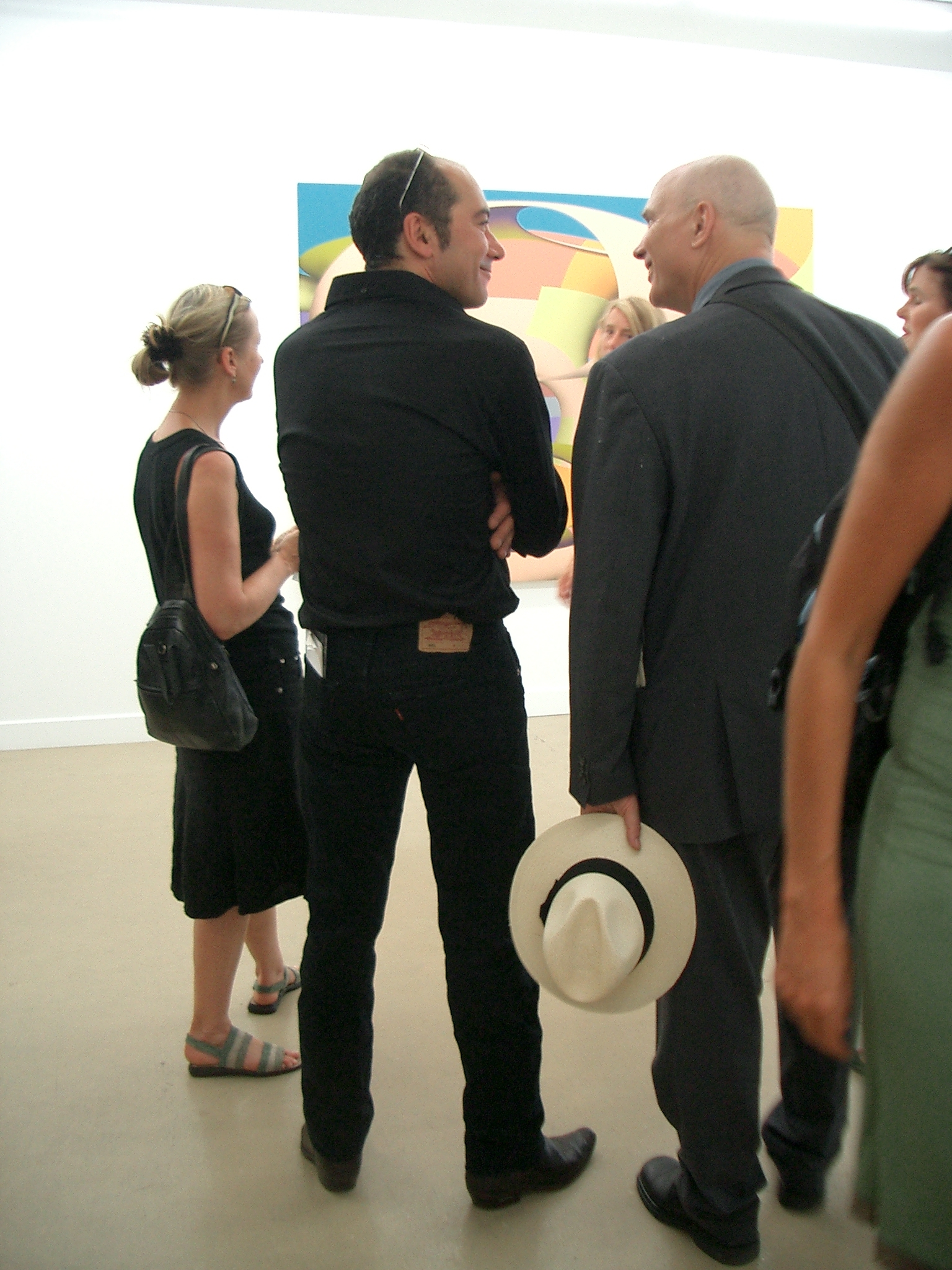
Van Hanegem bij de opening van zijn tentoonstelling in galerie Vous êtes ici, Amsterdam 4 september 2004

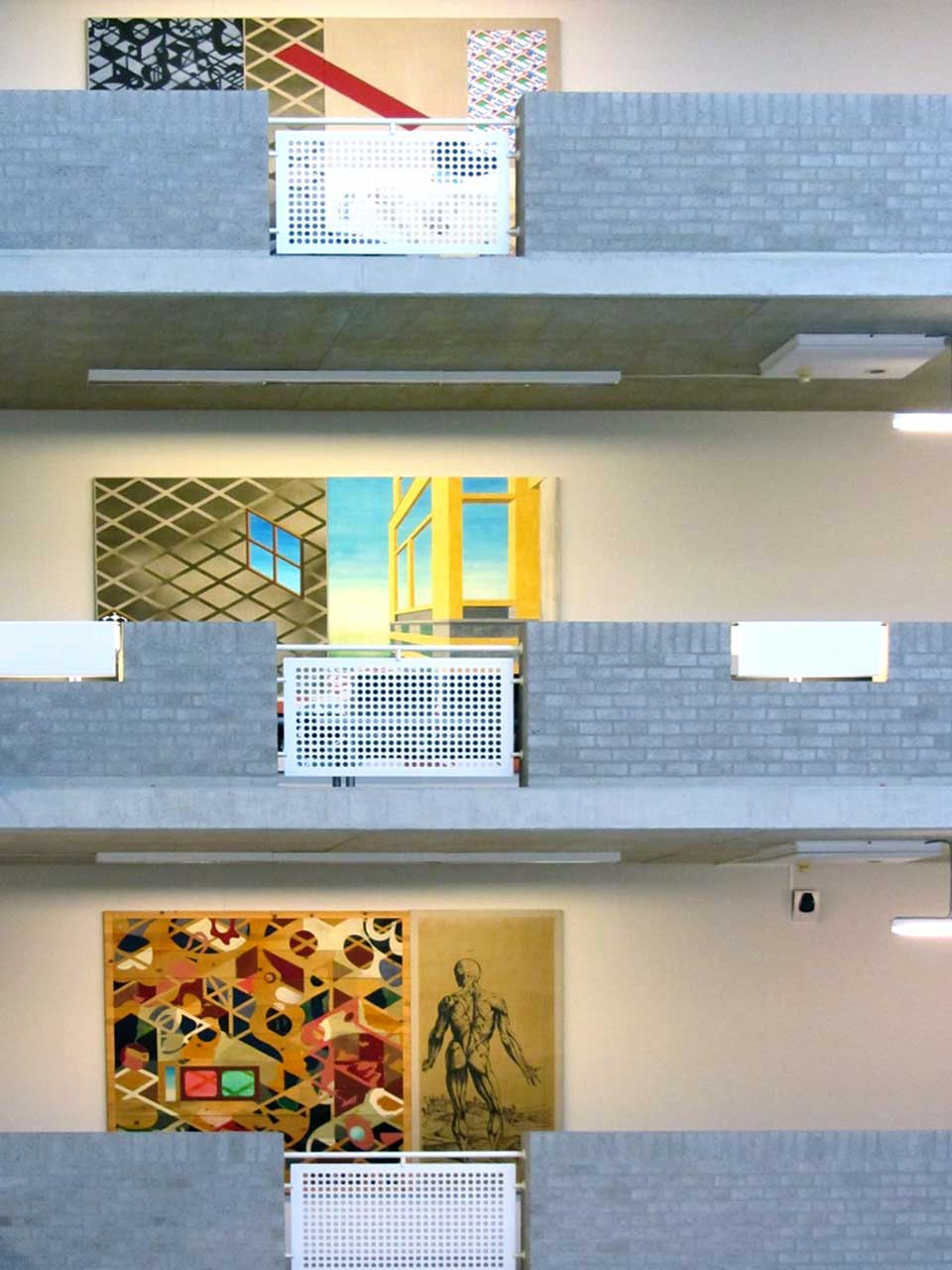
Zonder titel (1994), drie van de vier werken in het LUMC, Leiden

Abraham "Ab" van Hanegem (Vlissingen, 22 januari 1960) is een Nederlands kunstschilder. 
Van Hanegem volgde een opleiding aan de Academie voor Beeldende Kunsten Sint-Joost in Breda (1979-1985) en een postgraduate aan de Rijksakademie van Beeldende Kunsten in Amsterdam (1987-1989). Hij werkt in Amsterdam en Berlijn.

## Werk
Van Hanegem schildert altijd op doek. In 1989 ontving hij de aanmoedigingsprijs van de Stiftung Friedrich Vordemberge-Gildewart en in 1990 de Charlotte Köhler Prijs. Hij is bekend om zijn grote doeken. In een artikel op de website van het Cultuurpunt Breda schrijft men dat zijn werk van de laatste jaren als een ruimte is vol verwevingen van kanalen, patronen en kleurrijke betrekkingen. Het gebruik van airbrush, waarmee merkwaardige driedimensionale blobs worden toegevoegd, versterkt de ruimtelijke illusie. Waarneming, schilderkunstige waarneming, blijkt in het werk van Ab van Hanegem te gaan over de constructie van illusies. Over geheime, bedrieglijke verstandhoudingen. En vooral over het spelen met perspectieven en het ondergraven van zekerheden.
Werk van Ab van Hanegem is opgenomen in de collecties van onder andere het Stedelijk Museum Amsterdam, Ahold, Akzo en KPN. Vier van zijn werken uit 1994 zijn in opdracht vervaardigd en maken deel uit van de publieke kunstroute in het LUMC te Leiden, ze hangen recht boven elkaar op de omlopen van de tweede t/m de vijfde etage.